# Haiyore! Nyaruko-san
Haiyore! Nyaruko-san (jap. 這いよれ! ニャル子さん, dt. „Krauche! Nyaruko-san“) ist eine 12-teilige japanische Light-Novel-Reihe von Manta Aisora mit den Illustrationen von Koin. Die Reihe ist eine Parodie auf den Cthulhu-Mythos und hunderten an Referenzen auf japanischer Popkultur mit dem „kriechenden Chaos“ Nyarlathotep als Protagonist, der hier statt als horrorhaftes Wesen als chaotisches Mädchen dargestellt wird.
Die Romanreihe wurde zudem als Hörspiel, Manga und mehrere Animes umgesetzt.

## Handlung
Der Schüler Mahiro Yasaka wird eines Nachts von einem Nightgaunt angegriffen, jedoch rechtzeitig von einem silberhaarigen Mädchen gerettet. Dieses bezeichnet sich als ein Nyarlathotep namens Nyaruko und gehört der „Planetaren Schutzorganisation“ (惑星保護機構, Wakusei Hogo Kikō), einer Art Weltraumpolizei. Nachdem sie ein Foto von Mahiro sah, der das Ziel von einem Menschenhändlerring ist, verliebte sie sich in ihn, meldete sich für den Auftrag ihn zu beschützen und zieht bei ihm ein. Im Verlauf folgen dann noch die Cthugha Kūko, die sich in Nyaruko verliebt hat, sowie der Hastur Hasuta, der sich ebenfalls in Mahiro verliebt hat.
Mahiro erfährt, dass die im Cthulhu-Mythos beschriebenen Wesen jeweils Mitglieder von außerirdischen Rassen waren, die schon länger die Erde besuchen und dabei auch auf H. P. Lovecraft trafen. Dies liegt daran, dass die Erde zwar dem restlichen Weltraum technologisch unterlegen ist, ihre Kultur, insbesondere die japanische Popkultur, jedoch als überlegen gilt und dementsprechend heiß begehrt ist. Daraus speisen sich auch die Motive der Gegenspieler: so stellt sich z. B. heraus, dass die Nightgaunts von Nodens geschickt wurden, um Mahiro zu entführen, da die Produzenten einer Boys-Love-Manga-Verfilmung unbedingt einen Menschen wollten.

## Figuren
Nyaruko (ニャル子, Kofferwort aus Nyarlathotep (ニャルラトホテプ, Nyaruratohotepu) und dem weiblichen Namenssuffix ko)
Nyaruko ist eine Außerirdische von der Rasse der Nyarlathotep und hat die Gestalt eines Mädchens mit langen silbernen Haaren. Sie hat einen hyperaktiven Charakter, mit dem sie immer wieder Chaos anrichtet und bezeichnet sich selber als „[Ich bin] das Chaos, dass sich immer mit einem Lächeln an dich herankraucht.“ (「いつもニコニコあなたの隣に這いよる混沌」, Itsumo nikoniko anata no tonari ni haiyoru konton).
Sie ist unsterblich in Mahiro verliebt und versucht zu dessen Verdruss ständig ihn zu verführen mit dem Ziel seine Frau zu werden und möglichst viele Kinder zu haben, wobei sie Mahiros abweisendes Verhalten meist nur als Schüchternheit abtuend ignoriert.
Nyaruko trat nach ihrem Abschluss als Jahrgangsbeste an der Weltraumuniversität in die „Planetare Schutzorganisation“ ein und kam auf die Erde um Mahiro vor einem Menschenhändlerring zu schützen, wobei sie bei ihm einzog und auch als seine Verwandte Nyarlathotep Yasaka seine Schulklasse besucht. Nach dem Abschluss des Falls nahm sie 300 Jahre bezahlten Urlaub um weiterhin bei Mahiro bleiben zu können. Andererseits kam sie aber auch als Otaku von Mangas, Animes, Tokusatsu-Serien und japanischen Spielen auf die Erde und eine ihrer ersten Taten auf der Erde war ein Besuch in einem Anime-Laden um möglichst viele von diesen zu kaufen, da derartige Güter einer strengen Exportkontrolle in den Weltraum unterliegen. Trotz ihrer Arbeit als Polizistin will Nyaruko diese dann von der Erde schmuggeln mit der Rechtfertigung „es sei kein Verbrechen wenn man nicht ertappt wird“. Bei ihrer Arbeit geht sie meist ziemlich brutal vor, wenn sie z. B. ihre Gegner, wie Mahiros Entführer, mit einem Brecheisen oder bloßen Händen zerstückelt.
Mahiro Yasaka (八坂 真尋, Yasaka Mahiro)
Mahiro ist ein gewöhnlicher Schüler, der in das Visier eines außerirdischen Menschenhändlerrings gerät und von Nyaruko gerettet wird. Er hat eine ernsthafte Persönlichkeit und ist ständig genervt von dem seiner Meinung nach unvernünftigen, insbesondere Nyarukos chaotischem, Verhalten der bei ihm wohnenden Außerirdischen und nimmt daher im Werk die Rolle eines Tsukkomi ein. Von seiner Mutter hat er die Fähigkeit geerbt, mit einer Gabel „böse Götter“ (邪神, jashin), wie Nyaruko und die anderen bezeichnet werden, zu verletzen. Diese setzt er vor allem ein um Nyarukos ständige Annäherungsversuche abzuwehren. Zwar hegt er auch Gefühle für Nyaruko, jedoch ist ihm als Kenner des Cthulhu-Mythos und der Rolle Nyarlathoteps darin unwohl eine Beziehung mit ihr einzugehen. Von Nyaruko wird er daher auch als Tsundere bezeichnet.
Kūko (クー子, Kofferwort aus Cthugha (クトゥグア, Kutugaa) und ko)
Kūko ist eine Cthugha und herrscht als „lebende Flamme“ über das Element Feuer. Sie erscheint als Mädchen mit rotem Haar und Schleifen darin die wie Flammen aussehen. Sie hat üblicherweise eine ruhige, monotone und leise Stimme und auch sonst einen unterkühlten Charakter. So bezeichnet sie beispielsweise Mahiro nicht bei seinem Namen, sondern nennt ihn nur „Junge“ (shōnen). Im Gegensatz dazu ist sie ganz Feuer und Flamme für Nyaruko, obwohl beide Rassen verfeindet sind. Ein solch gegensätzlicher Charakter wird im Japanischen auch als kūdere bezeichnet. Kūko ähnelt in ihrem Eifer Nyaruko zu verführen, heiraten und Kinder zu kriegen, Nyarukos bzgl. Mahiro und genauso wie Mahiro Nyaruko ständig abweist tut dies auch Nyaruko mit ihr. Sie ist seit dem Weltraumkindergarten mit Nyaruko befreundet und wurde nach ihrer Schulzeit ein NEET, die ihre Zeit nur mit Computerspielen verbrachte. Als sie Nyaruko wiedertrifft tritt sie, um mit Nyaruko zusammen zu sein, in die „Planetare Schutzorganisation“ ein, wobei ihr dabei ihr Onkel hilft der in der Personalabteilung arbeitet. Sie lässt sich als Kūko Yasaka ebenfalls in Mahiros Klasse versetzen. Nachdem sie Mahiro anfangs als Rivale sah, hegte sie mit der Zeit Zuneigung für ihn und erklärte, dass sie bei ihrer Heirat mit Nyaruko ihn als Geliebte (sic!) nehmen würde.
Hasuta (ハス太, Kofferwort aus Hastur (ハスター, Hasutā) und dem männlichen Namenssuffix ta)
Hasuta gehört zur Rasse der Hastur und beherrscht das Element Wind. Er hat als „König in Gelb“ blonde Haare und trägt gelbe Kleidung, wobei er auf Grund seines Erscheinungsbildes von Mahiro erst für ein Mädchen gehalten wird. Zudem hat einen eher gehorsamen, schüchternen Charakter und scheint von den drei „bösen Göttern“ der einzige mit einem gesunden Menschenverstand zu sein. Hasuta besuchte gemeinsam mit Nyaruko und Kūko die Schule, wo er Klassensprecher war. Er kam auf Bitten seines Vaters, dem Vorsitzenden des Computerspieleunternehmens Carcosa Computer Entertainment (CCE, vgl. SCE) wegen Mahiros Mutter auf die Erde, wo Hasuta sich dann in Mahiro verliebte. Wie die anderen beiden besucht er als Hasuta Yasaka ebenfalls Mahiros Klasse.
Luhy Distone (ルーヒー・ジストーン, Rūhī Jisutōn)
Luhy ist eine Cthulhi (クトゥルヒ, Kuturuhi; im Mythos das Sternengezücht Cthulhus) und arbeitet für das Cthulhu-Unternehmen, wo sie die Computerspiele-Entwicklungsabteilung leitete, deren Konsole Xoth der direkte Konkurrent im Weltraumspielemarkt zum Unternehmen CCE ist. Nach der Abwicklung der Abteilung kündigte sie und arbeitete dann als Verkäuferin von Takoyaki (gebratenem Tintenfisch). Sie hat das Erscheinungsbild einer erwachsen Frau mit langen grünen Haaren, deren einzelne Strähnen wie Tintenfischarme erscheinen und gebietet über das Element Wasser.
Yoriko Yasaka (八坂 頼子, Yasaka Yoriko)
Yoriko ist Mahiros Mutter, die seit ihrer Universitätszeit als Halbtagsjob Monster und böse Götter jagt, wobei sie als Waffe Gabeln verwendet. Sie sieht für ihr Alter sehr jung aus gibt dieses als „ewig 17 Jahre“ (永遠の17歳) an, was auf ihre Sprecherin in den Hörspielen, Kikuko Inoue, anspielt, die als Alter ebenfalls seit Jahren 17 nennt. Sie hat die Angewohnheit ihren Sohn zu umarmen um nach Eigenangabe ihr „Sohn-ium“ (ムスコニウム, musukoniumu) aufzuladen.
Der Anime von 2012 führte in den letzten beiden Folgen eine neue Figur namens Gutatan (グタタン), Tochter der Eigner des Ghatanothoa-Konzerns ein, die auf gleichnamigen Wesen aus dem Mythos basiert. Im Gegensatz zu diesem, wo Ghatanothoa als „Großer Alter“ mit einem Antlitz so schrecklich ist, dass man zu Stein erstarrt beschrieben wird, ist Gutatan ein kleines, niedliches Mädchen.

## Veröffentlichung
Der Roman ist Manta Aisoras Debütwerk. Ursprünglich reichte er es unter dem Titel Yumemiru Mama ni Machi Itari (夢見るままに待ちいたり) beim 1. GA Bunko Taishō („großer GA-Bunko-Preis“) ein, bei dem es unter 611 Einsendungen als eines von zwei den Nachwuchs-Preis erhielt. Der Titel selber ist der japanischen Übersetzung (「死せるクトゥルー、ルルイエの館にて、夢見るままに待ちいたり」, Shiseru Kuturū, Ruruie no kan nite, yumemiru mama ni machi itari) der Anrufung Cthulhus Ph’nglui mglw’nafh Cthulhu R’lyeh wgah’nagl fhtagn („In seinem Haus zu R’lyeh wartet der tote Cthulhu träumend.“) aus Lovecrafts Kurzgeschichte Cthulhus Ruf entnommen.
Durch den Preisgewinn wurde er vom veranstaltenden Verlag Softbank Creative unter Vertrag genommen. Der erste Band der Light Novel, nun unter dem Titel Haiyore! Nyaruko-san, erschien am 15. April 2009 bei Softbank Creatives Light-Novel-Imprint GA Bunko. Die Illustrationen stammen von Koin (狐印), der durch seine Zeichnungen für Kanokon bekannt wurde. Insgesamt erschienen folgende 12 Bände:
- Band 01: 15. April 2009, ISBN 978-4-7973-5414-0
- Band 02: 15. Juli 2009, ISBN 978-4-7973-5540-6
- Band 03: 15. Oktober 2009, ISBN 978-4-7973-5635-9
- Band 04: 15. März 2010, ISBN 978-4-7973-5782-0
- Band 05: 15. August 2010, ISBN 978-4-7973-6148-3
- Band 06: 15. Dezember 2010, ISBN 978-4-7973-6292-3
- Band 07: 15. April 2011, ISBN 978-4-7973-6407-1
- Band 08: 15. Oktober 2011, ISBN 978-4-7973-6644-0
- Band 09: 15. April 2012, ISBN 978-4-7973-6891-8
- Band 10: 12. Oktober 2012, ISBN 978-4-7973-7186-4
- Band 11: 15. April 2013, ISBN 978-4-7973-7333-2
- Band 12: 17. März 2014, ISBN 978-4-7973-7559-6

Auf dem Cover ist jeweils Nyaruko abgebildet in Posen die den Protagonisten der Tokusatsu-Serienreihe Kamen Rider entliehen sind, die auch neben anderen Werken der japanischen Popkultur im Werk parodiert wird.
Drei 10- bzw. 11-seitige Kurzgeschichten erschienen im Light-Novel-Magazins GA Magazin Ausgabe 2 vom 21. Mai 2009, 3 vom 19. Dezember 2009 und 4 vom 10. August 2010.
Daneben erschien am 31. März 2011 mit der Haiyore! Nyaruani 1&2 Perfect Box (這いよる! ニャルアニ1&2パーフェクトボックス, ~ Pāfekuto Bokkusu; ISBN 978-4-7973-6321-0) eine Sammlung von Kurzgeschichten von verschiedenen Autoren neben Manta Aisora.
Bei der Erstausgabe des GA Bunko Magazine vom 12. Januar 2012 erschien darin eine Kurzgeschichte namens Yasashii-teki no Shitome-kata (やさしい敵の仕留め方).
Bis Mai 2012 wurden von der Reihe 1 Million Exemplare verkauft und war damit nach Ichirō Sakakis Shinkyoku Sōkai Polyphonica Crimson die erfolgreichste Reihe des Imprints. Von November 2011 bis November 2012 wurden 370.000 Exemplare verkauft, wodurch sie Platz 15 der meistverkauften Light-Novel-Reihen des Jahres erreichte.

## Adaptionen

### Hörspiele
Hobirecords veröffentlichte von 2009 bis 2011 vier Hörspiel-CDs:
- Haiyore! Nyaruko-san (這いよれ! ニャル子さん; 23. Oktober 2009)
- Haiyore! Nyaruko-san EX – Dreamy Dreamer (這いよれ! ニャル子さんEX 〜ドリーミー・ドリーマー〜; 25. Juni 2010)
- Haiyore! Nyaruko-san DX – Winter Wars (這いよれ! ニャル子さんDX 〜ウィンターウォーズ〜; 24. Dezember 2010)
- Haiyore! Nyaruko-san GX – Vital Attraction (這いよれ! ニャル子さんGX 〜フェイタルアトラクション〜; 25. Mai 2011)

Daneben produzierte Hobirecords weitere Internet-Hörspiele, wobei die ersten vier als Werbung für die Hörspiel-CDs dienten:
- Nyaruraji (にゃるラジ; 20. August 2009), ein Teil
- Haiyoru Nyaruraji – Omega (這いよるにゃるラジ-OMEGA-; 6./20. April, 7./24. Mai, 8./24. Juni 2010), sechs Teile
- Haiyoru Nyaruraji: Dasshu! (這いよるにゃるラジ だっしゅ!; 24. September, 19. Oktober, 2./29. November, 13. Dezember 2010), fünf Teile
- Haiyoru! Nyaruraji: The Movie (這いよる！にゃるラジ THE MOVIE; 18. März, 19. April, 2./19./25. Mai 2011), fünf Teile
- Nyaruraji CD (Haiyoru Nyaruraji: Okawari) (にゃるラジCD（這いよるにゃるラジ おかわり）)
- Nyaruraji featuring Tatewaki Obi (にゃるラジ featuring帯刀帯; 13. Juni bis 25. Juli 2011), vier Teile als Crossover mit dem Hörspiel Kannagi-ke e Yōkoso! featuring Tatewaki Obi[8]

### Anime

#### Haiyoru! Nyaruani
Das Unternehmen DLE adaptierte die Romanreihe als zwei kurze Flash-Animationsserien. Regie führte jeweils Azuma Tani.
Die erste Episode der ersten Serie Haiyoru! Nyaruani (這いよる! ニャルアニ) erschien am 23. Oktober 2009 und war für Käufer der ersten Hörspiel-CD als ONA im Internet abrufbar. Weitere Episoden erschienen am 19. Dezember 2009 im GA Magazin Ausgabe 3 und alle 9 Episoden waren schließlich Band 4 der Light Novel beigelegt. Die Episoden waren etwa 1½ Minuten lang, bis auf die letzte mit etwa 6½ Minuten. Als Abspanntitel wurde Suki, Suki, Daisuki. (好き、好き、大好き。, „ich mag dich, ich mag dich, ich mag dich sehr“) gesungen von Kana Asumi und komponiert/getextet von Yūki Sudō verwendet; einen Vorspanntitel gab es nicht.
Die zweite Serie Haiyoru! Nyaruani: Remember My Love(craft-sensei) (這いよる! ニャルアニ リメンバー・マイ・ラブ（クラフト先生）, Haiyoru! Nyaruani: Rimembā Mai Rabu(kurafuto-sensei)), bzw. auch Haiyoru! Nyaruani: Remember My Mr. Lovecraft genannt, wurde vom 11. Dezember 2010 bis zum 26. Februar 2011 kurz nach Mitternacht (und damit am vorigen Fernsehtag) in der Programmschiene DLE Hour auf dem Satellitensender BS11 gezeigt, sowie direkt im Anschluss auf Nico Nico Douga gestreamt. Die 11 Folgen hatten jeweils eine Länge von 4 Minuten. Der eigentliche Episodeninhalt ist dabei wie bei der ersten Serie in Flash animiert, während der Abspann wie reguläre Zeichentrickserien gezeichnet wurde. Dieser verwendete den Musiktitel Koisuru Otome no Catharsis (恋する乙女のカタルシス, „Katharsis eines verliebten Mädchens“) komponiert von Yasuo Ōtani, getextet von Nobuhito Ikehata und Momoyo Funabasama, gesungen von LISP, einer Gruppe bestehend aus Kana Asumi, Azusa Kataoka und Sayuri Hara.
Der Titel ist zusammengesetzt aus dem Filmtitel Remember My Love und dem Schöpfer des Cthulhu-Mythos Lovecraft mit dem Suffix sensei.
Beide Serien waren zudem der Kurzgeschichtensammlung Haiyore! Nyaruani 1&2 Perfect Box vom 31. März 2011 beigelegt. Diese enthielt zusätzlich eine 12. Episode der zweiten Serie, die mit 5½ Minuten etwas länger war. Diese Episode wurde am Folgetag am 1. April 2011 ebenfalls auf Nico Nico Douga gestreamt.
Im Zuge der Lizenzierung der Anime-Serie Haiyore! Nyaruko-san erwarb das Videoportal Crunchyroll ebenfalls die Lizenzen an den beiden Flash-Serien die Englisch untertitelt wurden. Dabei wurden vom 5. März bis 2. April 2012 jeweils im Wochenabstand 4 Folgen freigeschaltet, wobei die erste Folge der ersten Serie ausgelassen wurde.

#### Haiyore! Nyaruko-san
Das Animationsstudio Xebec adaptierte die Romanreihe unter der Regie von Tsuyoshi Nagasawa ebenfalls als Anime-Serie, die jedoch nicht in Flash, sondern herkömmlich und mit 24 Minuten Länge animiert wurde.
Die zwölf Folgen, die Band 1 bis 4 abdecken, wurden vom 10. April bis 26. Juni 2012 erstmals auf TV Tokyo nach Mitternacht (und damit am vorigen Fernsehtag) ausgestrahlt. Mit bis zu einer Woche Versatz folgten gleichzeitig AT-X, TV Aichi und TV Ōsaka, sowie im Internet Nico Nico Douga.
Zudem wurde die Serie von Crunchyroll unter dem Titel Nyarko-san: Another Crawling Chaos lizenziert, die sie als Simulcast zeitgleich zur japanischen Erstausstrahlung in einer englisch untertitelten Fassung weltweit außer Asien streamen. Für den US-Heimvideomarkt wurde die Serie von NIS America lizenziert und erschien am 15. April 2014 als Nyaruko: Crawling with Love! auf Blu-ray.
Der Vorspann verwendete Taiyō Iwaku Moeyo Chaos (太陽曰く燃えよカオス, ~ Kaosu, „Brenne Chaos, sagt die Sonne“; Text: Aki Hata, Komposition: Hidekazu Tanaka) gesungen von „Ushiro kara Haiyori Tai G (Nyaruko (Asumi Kana), Kūko (Matsuki Miyu), Kurei Tamao (Ōtsubo Yuka))“ (後ろから這いより隊G（ニャル子（阿澄佳奈）、クー子（松来未祐）、暮井珠緒（大坪由佳））) und der Abspann Zutto Be with you (ずっと Be with you, „immer mit dir zusammen sein“; Text: Shōko Fujibayashi, Komposition: RAMM) von „RAMM ni Haiyoru Nyaruko-san“ (RAMMに這いよるニャル子さん) für die ersten elf Folgen, sowie in der letzten Folge Magamagashiku mo Seinaru kana (禍々しくも聖なるかな, „düster und auch heilig?“; Text: Aki Hata, Komposition: Keigo Hoashi) von „Ushiro kara Haiyori Tai“. Daneben wurde in den Folgen 1 und 12 das Stück Kurogane no Striver (黒鋼のストライバー, Kurogana no Sutoraibā, „schwarzstahliger Strebender“; Text: Shokō Fujibayashi, Komposition: Keiichi Okabe) von „Ushiro kara Haiyori Tai B (Kitamura Eri, Hatano Wataru)“ (後ろから這いより隊B（喜多村英梨、羽多野渉）). Taiyō Iwaku Moeyo Chaos wurde bei den Animation Kōbe 2012 als „Bestes Titellied“ ausgezeichnet.
Für Käufer aller DVDs bzw. Blu-Rays dieser Serie wurde die Special Necronomicon DVD (スペシャルネクロノミコンDVD, Supessharu Nekuronomikon DVD) mit dem 10-minütigen Anime Yasashii-teki no Shitome-kata (nach der gleichnamigen Kurzgeschichte) produziert.

#### Haiyore! Nyaruko-san W
Ende September 2012 wurde die Produktion einer weiteren Staffel namens Haiyore! Nyaruko-san W (這いよれ! ニャル子さんW) bekanntgegeben. Diese deckt die Bände 5 bis 7 ab, sowie die letzte Folge teilweise Band 11 und wurde vom 8. April bis 30. Juni 2013 (nach Mitternacht) auf TV Tokyo, als auch mit Versatz auf AT-X, TV Aichi und TV Osaka ausgestrahlt.
Auch diese Staffel wurde von Crunchyroll lizenziert, die sie als Simulcast weltweit ausgenommen Japan (für Nichtabonnenten nur Nordamerika, UK, Irland, Australien, Neuseeland, Südafrika, Dänemark, Skandinavien, Island, Niederlande) streamen.
Für den Vorspann wird Koi wa Chaos no Shimobe nari (恋は渾沌の隷也, etwa: „Liebe ist der Sklave des Chaos“) verwendet, gesungen von „Ushiro kara Haiyori Tai G“. Für den Abspann werden je nachdem welche Figur im Fokus der jeweiligen Folge steht, unterschiedliche Abspannanimationen und -titel verwendet, die von den verschiedenen Synchronsprechern unter dem angegebenen Rollennamen gesungen wurden:
- Yotte S.O.S (よってS.O.S) von „RAMM ni Haiyoru Nyaruko-san“ und in Folge 1, 2, 6 und 11,
- Wonder Nanda? Kataomoi (Wonderナンダ? 片思い, „Was ist ein Wunder? Einseitige Liebe“) von „RAMM ni Haiyoru Jashin-san“ [d. h. Nyaruko, Kūko und Hastur] in Folge 3 und 8,
- Kirai na Wake Lychee (嫌いなワケLychee, „Ich hasse Litschi“) von „RAMM ni Haiyoru Tamao-san“ in Folge 4 und 7,
- Sister, Friend, Lover („Schwester, Freundin, Geliebte“) von „RAMM ni Haiyoru Kūko-san to Kūne-san“ in Folge 5 und 9,
- Ai Crusaders†Striver (愛クルセイダース†ストライバー, Ai Kuruseidāsu†Sutoraibā, „Liebeskreuzritter + Striver“) von „RAMM ni Haiyoru Mahiro-san to Yoichi-san“ in Folge 10, sowie
- Kimi no Tonari de (キミのとなりで, „Neben dir“) von „RAMM ni Haiyoru Nyaruko-san“ in Folge 12.

Dazwischen wurden innerhalb einzelner Folgen weitere Stücke verwendet:
- Taiyō Iwaku Moeyo Chaos von „Ushiro kara Haiyori Tai G“ in Folge 1,
- Blast of Fate – Hayate no Yukue (Blast of Fate 〜疾風の行方〜) von „Ushiro kara Haiyori Tai B (Yasaka Mahiro (Kitamura Eri), Yoichi Takehiko (Hatano Wataru))“ in Folge 3,
- Kirai na Wake Lychee (Tsuruko ver.) (嫌いなワケLychee (ツル子 ver.)) von „RAMM ni Haiyoru Tsuruko-san“ in Folge 4, sowie
- Yuggoth yori no Shisha (ユゴスよりの使者, „Bote von Yuggoth“) von „The Mi-go hunters“ in Folge 10.

#### Haiyore! Nyaruko-san F
Am 17. August 2014 wurde die Produktion einer abschließenden OVA namens Haiyore! Nyaruko-san F (這いよれ! ニャル子さんF) bekanntgegeben. Diese wurde in einer Vorabpremiere am 30. Mai 2015 in zehn Kinos gezeigt, bevor die Blu-ray am 19. Juni 2015 veröffentlicht wurde.
Der Vorspanntitel ist Haiyore Once Nyagain (這いよれOnce Nyagain) von „Ushiro kara Haiyori Tai G“ und der Abspanntitel Kitto Engage (きっとエンゲージ, Kitto Engēji) von RAMM.

### Manga
In Shūeishas zweimonatlich erscheinendem Seinen-Manga-Magazin Miracle Jump wurde vom 6. Mai 2011 (No. 3/2011) bis 10. April 2013 (No. 13/2013) ein Manga zu Haiyore! Nyaruko-san veröffentlicht. Der Text stammt von Manta Aisora, während die Zeichnungen von Kei Okazaki beigesteuert werden. Die Kapitel wurden in zwei Sammelbänden (Tankōbon) zusammengefasst die am 15. April 2012 (ISBN 978-4-08-879321-4) und 15. April 2013 (ISBN 978-4-08-879591-1) veröffentlicht wurden.
Seit Oktober 2011 erscheint zudem ein Yonkoma-Manga (Comic-Strip) namens Haiyore! Super Nyaruko-chan Time (這いよれ！スーパーニャル子ちゃんタイム, Haiyore! Sūpā Nyaruko-chan Taimu) zuerst beim Web-Manga-Magazin Flex Comics Blood und ab 2012 bei dessen Nachfolgermagazin Comic Meteor. Der Text stammt ebenfalls von Manta Aisora, die Zeichnungen jedoch von Sōichirō Hoshino. Die Kapitel wurden in bisher (Stand: Oktober 2014) vier Sammelbänden (ISBN 978-4-593-85689-3, ISBN 978-4-593-85707-4, ISBN 978-4-593-85726-5 und ISBN 978-4-593-85761-6) zusammengefasst. Der Abschlussband ist für den 12. November 2014 geplant.
Am 12. November 2012 erschien bei Holp Shuppan die Manga-Anthologie Haiyore! Nyaruko-san: Comic Anthology (這いよれ！ニャル子さん コミックアンソロジー, ~: Komikku Ansorojī; ISBN 978-4-593-85713-5). Dieser enthielt Kurzgeschichten der Mangaka Tsubaki Ayasugi, Ayune Araragi, Itachi, Tetsuya Imai, Eromame, Okara, kashmir, Ayaka Kanan, Tomoe Kitahara, Kashiko Kurobuchi, Rein Kuwashima, Satori Kōnosu, Tetsuya Kobayashi, Minene Sakurano, Sana, Sankakuhead, Kuma Shitsuji, Shaa, Shiun, Dicca Suemitsu, Mahiro Takla, Tachi, Seiman Dōman, Nanaroku, Hatopopoko, Hamo, Hiroki Haruse, Puyo, Yū Hokuō, Sōichirō Hoshino, Kurone Mishima, Yū Yagami und Yu.

### Synchronsprecher
Die Sprecher der Hörspiele und der ersten beiden Flash-Animeserien blieben gleich. Für die Fernsehserie von 2012 kamen teilweise andere zum Einsatz, die mit einem Schrägstrich getrennt aufgeführt sind.
| Charakter              | japanischer Sprecher (Seiyū)       |
| ---------------------- | ---------------------------------- |
| Nyaruko (Nyarlathotep) | Kana Asumi                         |
| Mahiro Yasaka          | Eri Kitamura                       |
| Kūko (Cthugha)         | Miyu Matsuki                       |
| Hasuta (Hastur)        | Rie Kugimiya                       |
| Luhy Distone           | – / Mariko Kōda                    |
| Shantak-kun            | Tomoko Kaneda / Satomi Arai        |
| Takehiko Yoichi        | Yoshihisa Kawahara / Wataru Hatano |
| Tamao Kurei            | Yōko Hikasa / Yuka Ōtsubo          |
| Yoriko Yasaka          | Kikuko Inoue / Aya Hisakawa        |
| Gutatan (Ghatanothoa)  | – / Shiori Mikami                  |
| Kūne (Kūkos Cousine)   | – / Ryōka Yuzuki                   |

### Computerspiel
5pb. veröffentlichte am 30. Mai 2013 das Spiel Haiyore! Nyaruko-san Meijō shigatai Game no yō na mono (這いよれ！ニャル子さん 名状しがたいゲームのようなもの) für die PlayStation Vita. Daneben gibt es noch drei Handyspiele.